# José Gabriel Ceballos
José Gabriel Ceballos (Alvear, Corrientes, 1955), narrador, novelista y abogado.

## Biografía
José Gabriel Ceballos (nacido en 1955, Alvear, Corrientes, Argentina) es un cuentista y novelista. Ha sido traducido al portugués y al inglés. Buena parte de sus cuentos están ambientados en el espacio imaginario de Buenavista, que para algunos fue inspirado por el Alvear natal del autor; historias a menudo teñidas de un matiz fantasmal, que desdibuja los límites entre el mundo de los sueños y el de la realidad con una mezcla de comedia y tragedia, de decadencia y exceso. Tres antologías personales, "Fabulario de Buenavista" (2004), "Segundo fabulario de Buenavista" (2015) y "Made in Buenavista" (publicada sólo en Brasil, en 1992 y traducida por Sergio Faraco), muestran su trabajo en esta línea narrativa.
Es abogado y productor rural. Está casado con Dolly Vera y tiene dos hijos, Estefanía y Felipe. 

## Publicaciones

### Libros de cuentos

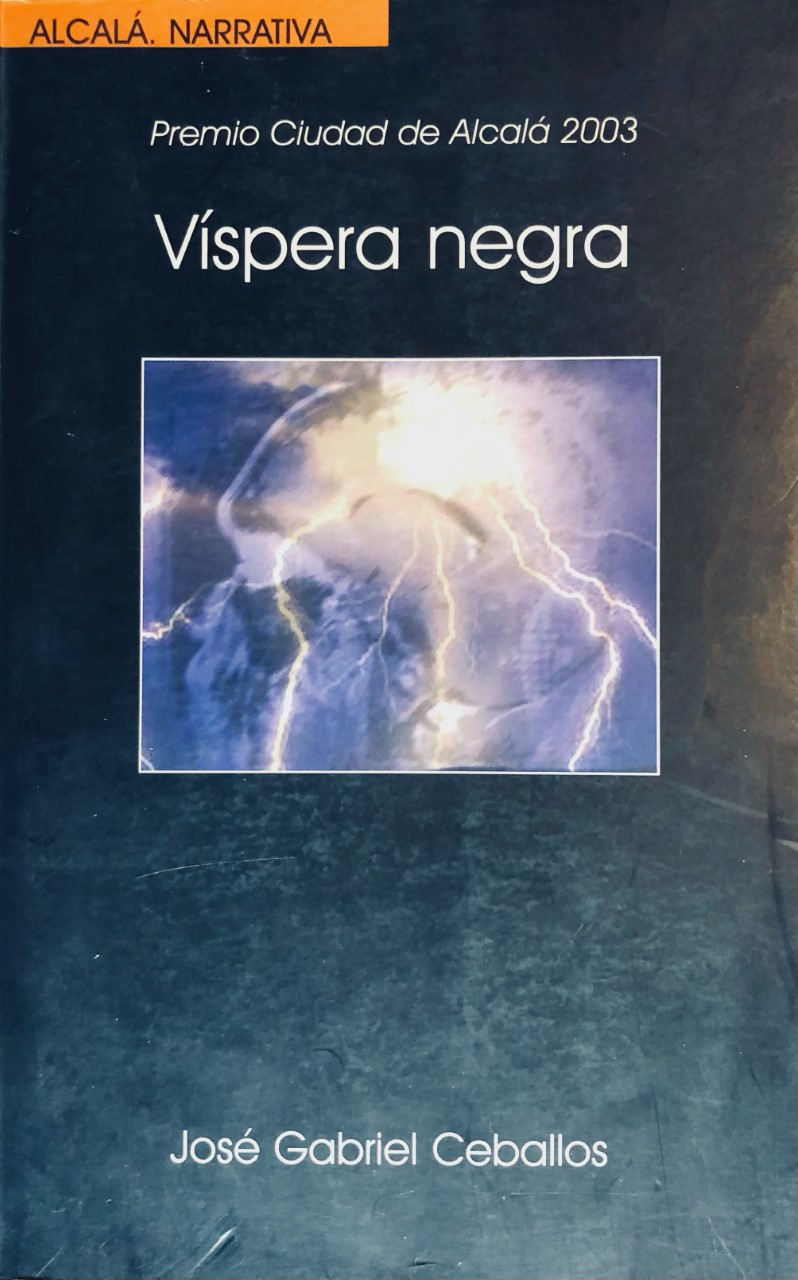
Tapa de "Víspera negra", Premio Ciudad de Alcalá 2003

Tapa de "Entre Eros y Tánatos", Editorial Castalia, España.

- 1980 Los ciudadanos, edición del autor.
- 1983 Juanita diariera cambia de oficio, edición del autor.
- 1985 El oidor y otros cuentos, Ediciones Botella al Mar, Buenos Aires (Argentina).
- 1989 Allá siempre baila la muerte, Editorial Río de los Pájaros,  Entre Ríos, (Argentina)
- 1991 Las condesas también sueñan, Editorial Río de los Pájaros,  Entre Ríos, (Argentina)
- 1992 Made in Buenavista, antología personal, Editorial Tchê!, Porto Alegre, Brasil.
- 1993 Interior de los pájaros, Editorial Río de los Pájaros,  Entre Ríos, (Argentina).
- 1996 Ángel de la guarda, Editorial Río de los Pájaros,  Entre Ríos, (Argentina).
- 1998 El Patrón del Chamamé, Editorial Universitaria Centroamericana (Costa Rica).
- 2000 Complicaciones intelectuales, Editorial EUDENE, Corrientes (Argentina).
- 2002 Dueños del mañana y otras historias, Editorial Ficticia, México.
- 2004 Fabulario de Buenavista[1] (antología personal), Ediciones Simurg, Buenos Aires (Argentina).
- 2006 Relator deportivo,[2] Ediciones Simurg, Buenos Aires (Argentina).
- 2009 Entre Eros y Tánatos, Editorial Castalia, España.
- 2013 Lo difícil que es partir de Buenavista,[3] Editorial Contexto, Resistencia, Chaco (Argentina).
- 2015 Segundo fabulario de Buenavista (antología personal),  Moglia Ediciones, Corrientes (Argentina).
- 2018 Seis historias grises,[4] Moglia Ediciones, Corrientes (Argentina).
- 2021 Buenavista capital del sexo, Editorial Palabrava, Santa Fe (Argentina).

### Novelas

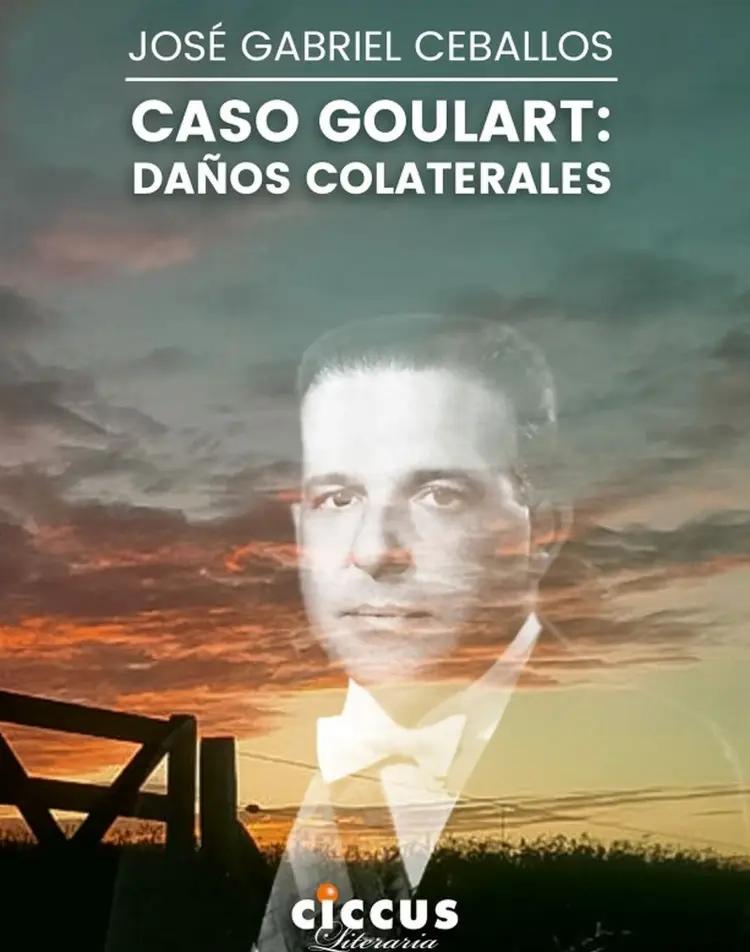
Tapa de "Caso Goulart: daños colaterales", Editorial CICCUS.

- 2003 Víspera negra Editado por Ayuntamiento de Alcalá de Henares, España.

- 2010 En la resaca Editorial EDAF, España.
- 2023 Caso  Goulart: daños colaterales Editorial CICCUS, Buenos Aires (Argentina).

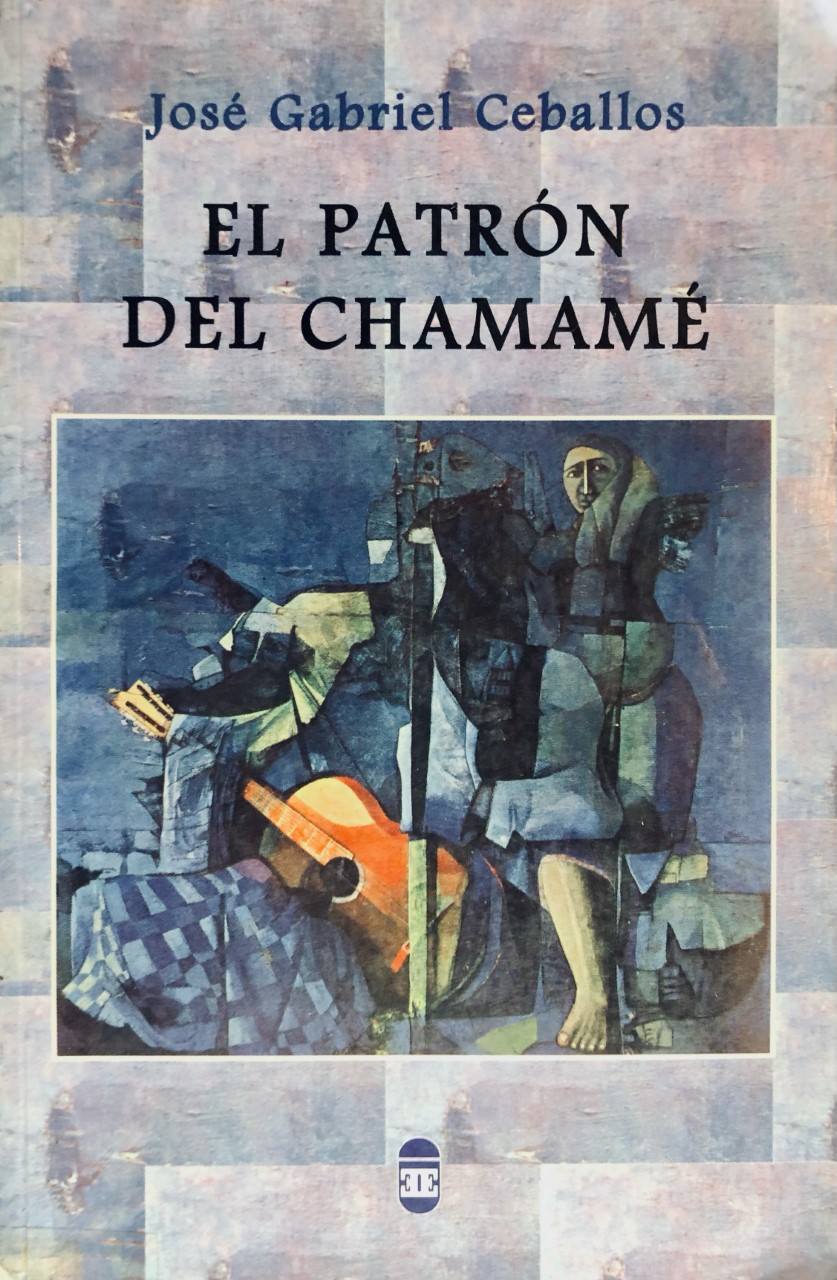
Tapa de "El patrón del Chamamé", Colección Séptimo Día, EDUCA.

### Novelas cortas
- 2002 Ivo el Emperador, Ediciones Simurg, Buenos Aires (Argentina)
- 2008 Confesiones de un extraño demiurgo, Editorial Agua Clara, España.

## Premios
- EDUCA, cuentos (San José, Costa Rica, 1997)
- Alberto Lista de narraciones breves (Sevilla, España, 2001)
- Ciudad de Alcalá, de narrativa (Alcalá de Henares, España, 2003)
- Tiflos, cuentos (Madrid, España, 2009)
- Alfonso VIII de narrativa (Cuenca, España, 2010)
- Premio del Gobierno de la Ciudad de Buenos Aires (Ex Premio Municipal de Buenos Aires, período 2008/2009).
- Accésit del Premio Gabriel Sijé de novela corta (Cádiz, España, 2007)
- 2.º Premio Ricardo Rojas, Buenos Aires (período 2013/2015)
- En el año 2012 figuró entre los diez finalistas del Premio Herralde de novela (Barcelona, España).